# Peso pesado (programa de televisión)
Peso Pesado: Perder peso, para ganar vida es docurreality chileno transmitido por Mega y conducido por Karla Constant. El objetivo del programa es que 24 personas con obesidad mórbida logren cambios radicales en su estado físico, los cuales afectarán enormemente en su estilo de vida. El programa se estrenó el 7 de julio de 2016 después de la telenovela Sres. papis.

## Participantes
| Participante                         | Edad | Altura  | Peso      |
| ------------------------------------ | ---- | ------- | --------- |
| Paula Gutiérrez Actriz y comediante. | 33   | 1.62 cm | 114 kg.   |
| Estefany Valdés                      | 26   | 1.60 cm | 113,2 kg. |
| Thomas Richards                      | 17   | 1.79 cm | 179,2 kg. |

## Tabla Semanal
| Participantes | Episodio  | Episodio  | Episodio  |
| Participantes | 1         | 2         | 3         |
| ------------- | --------- | --------- | --------- |
| Paula         | Gana      | Exenta    | Exenta    |
| Verónica      | Exenta    | Pierde    | Exenta    |
| Pedro         | Exenta    | Exenta    | Gana      |
| Denis         | Exenta    | Exenta    | Eliminado |
| Patricio      | Exenta    | Eliminado |           |
| Estefany      | Eliminada |           |           |

## Audiencia
| 1 | Jueves | 7 de julio  | 23:30 - 00:30 | Historia de |  |  |  |
| 2 | Jueves | 14 de julio | 23:30 - 00:30 | Historia de |  |  |  |

     Episodio más visto.

     Episodio menos visto.